# Un día de gloria
Un día de gloria es una obra de teatro en un acto de Víctor Ruiz Iriarte estrenada en 1943.

## Argumento
El Heraldo de la Gloria convoca a las masas invocando la Gloria. Pero los ciudadanos se muestran equívocos en ese concepto, en el que incluyen personajes de los más variopinto y que no siempre merecen tal honor.

## Representaciones destacadas
- Teatro (Teatro Argensola, Zaragoza, 23 de septiembre de 1943). Estreno.
  - Dirección: José María Forqué.
  - Intérpretes: José Franco, Augusto Domínguez, Cecilia Ferraz, Mary Campos, José Luis Heredia.

- Televisión (Teatro breve, TVE, 22 de enero de 1981)
  - Intérpretes: Andrés Resino, Elisa Ramírez, Arturo López, Marisa Lahoz.